# Gerrit Graham
Pour les articles homonymes, voir Graham.
Gerrit Graham est un acteur et scénariste américain né le 27 novembre 1949 à New York dans l'État de New York aux États-Unis. 

## Biographie

### Carrière
Il a également écrit quelques épisodes de La Cinquième Dimension, dans laquelle il a tenu aussi le rôle d'un ange mortel (Bienvenue à Winfield).
Il a joué notamment dans le tout premier épisode des "Contes De La Crypte" : "Le Bourreau en mal d'exécuter"  dans le rôle de Théodore Carne, un suspect reconnu non coupable avec sa compagne, et vont mourir électrocuté dans leur jacuzzi quelques heures après.
Il a également tenu le rôle d'un "Q" dans la série Star Trek Voyager (épisode 18, saison 2, suicide (Death Wish)). Il s'agit d'un membre du continuum Q (le Q Quinn) qui désirait se suicider alors même qu'il était immortel et omnipotent.

### Vie privée
Il a deux fils, Henry et Jack.

## Filmographie

### Cinéma
- 1968 : Greetings de Brian De Palma : Lloyd Clay
- 1970 : Hi, Mom! de Brian De Palma : Gerrit Wood
- 1972 : Attention au blob ! (Beware! The Blob) : Joe, l'homme déguisé en gorille
- 1974 : Phantom of the Paradise de Brian De Palma : Beef
- 1976 : Tunnel Vision (en) de Neal Israel et Bradley R. Swirnoff : Freddie
- 1976 : Bobbie Jo and the Outlaw : Magic Ray
- 1976 : Cannonball! : Perman Waters
- 1976 : Dollars en cavale (en) (Special Delivery) de Paul Wendkos : Swivot
- 1977 : Génération Proteus (Demon Seed) : Walter Gabler
- 1978 : La Petite (Pretty Baby) : Highpockets
- 1979 : Old Boyfriends (en) de Joan Tewkesbury (en) : Sam le pêcheur
- 1980 : Home Movies : James Byrd
- 1980 : La Grosse Magouille (Used Cars) : Jeff
- 1982 : Soup for One : Brian
- 1982 : Class Reunion : Bob Spinnaker
- 1983 : New Magic : Jeremy
- 1983 : The Creature Wasn't Nice : Rodzinski
- 1985 : The Annihilators : Ray Track
- 1985 : L'Homme à la chaussure rouge (The Man with One Red Shoe) de Stan Dragoti : Carson
- 1986 : TerrorVision : Stanley Putterman
- 1986 : Shopping (Chopping Mall) de Jim Wynorski : Nessler
- 1986 : Le Mal par le mal (Band of the Hand)
- 1986 : Last Resort : Curt
- 1986 : Ratboy : Billy Morrison
- 1987 : La Vengeance des monstres (It's Alive III: Island of the Alive) : Ralston
- 1987 : Walker d'Alex Cox : Norvell Walker
- 1989 : Big Man on Campus : Stanley Hoyle
- 1989 : C.H.U.D. 2 : Bud the CHUD
- 1989 : Police Academy 6 : S.O.S. ville en état de choc (Police Academy 6: City Under Siege) : Ace
- 1989 : La Petite Sirène (The Little Mermaid) (voix)
- 1990 : Night of the Cyclone de David Irving : Lieutenant France
- 1990 : Martians Go Home : Stan Garrett
- 1990 : Jeu d'enfant II (Child's Play 2) : Phil Simpson
- 1992 : Frozen Assets de George Trumbull Miller : Lewis Crandall
- 1992 : Sidekicks : Mapes
- 1993 : Philadelphia Experiment II : Dr William Mailer / Friedrich Mahler
- 1993 : Blessures secrètes (This Boy's Life) : M. Howard
- 1994 : Circle of Fate
- 1994 : My Girl 2 : Dr Sam Helburn
- 1995 : The Break : Bill Cowens
- 1996 : Bruno the Kid: The Animated Movie (vidéo) (voix)
- 1996 : Demolition High : M. Vogel
- 1996 : Magic in the Mirror: Fowl Play : Bloom
- 1998 : Contre-jour (One True Thing) : Oliver Most
- 2005 : Building Girl : M. Minard
- 2006 : Stick It in Detroit : John Willoughby

### Télévision
- 1974 : Strange Homecoming (TV) : Earl Gates
- 1975 : The Hatfields and the McCoys (TV) : Calvin McCoy
- 1975 : Black Bart (TV) : Curley
- 1975 : Strange New World (TV) : Daniel
- 1976 : Dynastie (TV) : Carver Blackwood
- 1976 : Street Killing (TV) : Dr Vinton
- 1976 : Starsky et Hutch (Starsky and Hutch) : Nicholas John Manning (saison 2, épisode 11)
- 1979 : Stockard Channing in Just Friends (série télévisée) : Leonard Scribner
- 1983 : Likely Stories, Vol. 2 (série télévisée) : Soap Opera Guy
- 1984 : The Ratings Game (TV) : Parker Braithwaite
- 1987 : Tonight's the Night (TV)
- 1989 : Les Contes de la crypte Episode 1 Saison 1 : Theodore Carne
- 1990-1993 : Parker Lewis ne perd jamais : Norman Pankow
- 1992 : Les Aventures de Fievel au Far West (Fievel's American Tails) (série télévisée) : Cat R.Waul (voix)
- 1993 : Love Matters (TV) : Phillips
- 1994 : Shake, Rattle and Rock! (TV) : Lipsky
- 1994 : Profession : critique (The Critic) (série télévisée) : Franklin Sherman (voix)
- 1995 : Beauté interdite (The Wasp Woman) (TV) : Arthur
- 1995 : Family Reunion: A Relative Nightmare (TV) : Mark McKenna père
- 1995 : Favorite Deadly Sins (TV) : Satan
- 1998 : Par-delà l'éternité (The love letter), de Dan Curtis (TV) : Warren Whitcomb
- 1999 : Un agent très secret (Now and Again) (série télévisée) : Roger Bender